# 618. grenadirski polk (Wehrmacht)
618. grenadirski polk (izvirno nemško 618. Grenadier-Regiment; kratica 618. GR) je bil pehotni polk Heera v času druge svetovne vojne.

## Zgodovina
Polk je bil ustanovljen 15. oktobra 1942 in dodeljen 382. poljskošolski diviziji. Od leta 1943 so polk uporabili za varovanje železnice.